# Xylograf
En xylograf er en person der udfører xylografi (træsnit af endetræ).
Den mest kendte danske xylograf var Frederik Hendriksen (1847-1938), grundlægger af F. Hendriksens xylografiske atelier (1870), ugebladet Ude og Hjemme (1877) samt Forening for Boghåndværk (1888).
Andre kendte danske xylografer var Axel Kittendorff (1821-1868) og Hans Peter Hansen (1829-1899).